# Kaap Zjelania
Kaap Zjelania (Russisch: Мыс Желания; Mys Zjelania) is een kaap op het noordoostelijke uiteinde van Severnyeiland (Noordereiland) van de Russische archipel Nova Zembla en ligt iets ten noordwesten van het oostelijkste punt van Europa, Kaap Flissingski (Vlissingen). De kaap bestaat uit een steile rots van ongeveer 30 meter hoog, die afloopt in zee in een afgelegen gebied met zeer strenge klimatologische omstandigheden. Er kunnen zware stormwinden voorkomen vanuit zowel de oostelijke Karazee, als de westelijke Barentszzee. De kaap wordt ook wel gezien als de noordgrens tussen de beide zeeën. Geografisch gezien ligt de kaap op een strategische positie.
Willem Barentsz voer hier in 1596 tijdens zijn derde expeditie langs en noemde haar 'Hoeck der Begeerte' (zie de Van Loonkaart uit 1664), een naam die in tegenstelling tot vele andere door de Nederlanders gegeven namen bewaard gebleven is in het Russische 'Mys Zjelenia' ('Kaap der Begeerte' of 'Kaap Verlangen').

## Weerstation
In 1931 werd een poolstation gebouwd op de kaap met een weerstation en een vuurtoren, waarbij in 1935 een kleine nederzetting werd opgericht, waar de 5- tot 8-koppige bemanning van het poolstation kon verblijven. Ten tijde van de Tweede Wereldoorlog werd het poolstation in op 25 augustus 1942 bestookt door de cruiser Admiral Scheer van de Duitse Kriegsmarine gedurende Operatie Wunderland, waarbij het weerstation, de woongebouwen en de radiozender werden verwoest. Het poolstation bleef ook na de oorlog in gebruik, maar na de val van de Sovjet-Unie zorgde gebrek aan geld voor onderhoud er in 1997 voor dat het station werd gesloten. In 2005 werd met Nederlandse hulp een onbemand automatisch weerstation (waarvan de gegevens per satelliet kunnen worden verzonden) geplaatst alsook, na lang lobbyen, een monument ter nagedachtenis aan de reis van Willem Barentsz, gemaakt door kunstenaar Piet-Hein Laoût. Een jaar later heeft waarschijnlijk een ijsbeer de weerinstallatie echter alweer vernield, waardoor er vooralsnog nog geen weerberichten van de kaap binnenkomen.